# Fofi Gennimata
Fofi Gennimata (în greacă Φώφη Γεννηματά, pronunție în greacă: [ˌfofi ʝenimaˈta]; n. 17 noiembrie 1964, Ampelokipoi, Administrația descentralizată a Atticii⁠(d), Grecia – d. 25 octombrie 2021, Atena, Grecia) a fost o politiciană greacă, care a îndeplinit, din 2015 și până la moartea ei, funcția de președinte al PASOK.
Gennimata a îndeplinit diverse funcții în diferite guverne, fiind Ministru Adjunct al Sănătății și Bunăstării și Ministru Adjunct al Educației, Învățării pe tot Parcursul Vieții și Afacerilor Religioase în Cabinetul lui George Papandreou.

## Tinerețe și educație
Gennimata s-a născut în Atena, fiind fiica politicianului membru al PASOK Georgios Gennimatas. A absolvit Departamentul de Științe Politice și Administrație Publică la Universitatea din Atena în 1987. Când a fost la universitatea, a fost membră a Uniunii Socialiste a Studenților.

## Carieră politică
Din 2001 până în 2004, a fost membră a Comitetului Central al PASOK și din 2003 până în 2009 a fost membră a Biroului Executiv și al Consiliului Politic al PASOK. A fost aleasă de două ori președintă a Super-Prefecturii din Atena și a Prefecturii Piraeus, în 2002 și 2006.
Gennimata nu a putut candida din partea PASOK la alegerile parlamentare din 2007 deoarece Curtea Supremă, pe baza Articolului 57 din Constituția Greciei, interzice oficialilor locali șă candideze până la încheierea mandatului.
Din octombrie 2009 până în septembrie 2010, Gennimata a fost Ministru Adjunct al Sănătății și Bunăstării, în Cabinetul lui George Papandreou și din septembrie 2010 până în noiembrie 2011, a fost Ministru Adjunct al Educației, Învățării pe tot Parcursul Vieții și Afacerilor Religioase, în același cabinet.
În 2012, Gennimata a fost numită purtător de cuvânt al PASOK.
Gennimata a fost aleasă ca președintă a PASOK la a zecea conferință, după ce Evangelos Venizelos a demisionat cu un an înaintea terminării mandatului său. A câștigat alegerile cu un procent de 51%, învingându-i pe Odysseas Konstantinopoulos și Andreas Loverdos.